# قائمة الجمعيات العلمية في السعودية
تضم هذه القائمة الجمعيات العلمية بالمملكة العربية السعودية:
- جمعية الأقتصاد السعودية
- الجمعية السعودية لأمراض وزراعة الكبد
- الجمعية السعودية للتوحد
- الجمعية السعودية لتطوير ونقل التقنية
- الجمعية السعودية لطب الأسرة والمجتمع
- الجمعية العلمية السعودية للعلوم الفيزيائية
- الجمعية السعودية للعلاج الطبيعي - سبتا
- الجمعية السعودية للتعليم عن بعد- الرياض و جدة
- الجمعية السعودية للسكر والغدد الصماء
- الجمعية السعودية للإعاقة السمعية
- الجمعية السعودية للعلوم الإحصائية
- الجمعية السعودية للغات والترجمة
- الجمعية السعودية للدراسات الاجتماعية
- الجمعية العلمية السعودية للقرآن الكريم وعلومه (تبيان )
- الجمعية السعودية للتدريب وتطوير الموارد البشرية
- الجمعية السعودية للأورام
- جمعية زهرة
- الجمعية السعودية للهندسة الكيميائية
- الجمعية العلمية السعودية للهندسة الطبية الحيوية
- الجمعية السعودية للهندسة المدنية
- الجمعية السعودية لطب الأعصاب
- الجمعية السعودية للرعاية التنفسية
- الجمعية العلمية السعودية للمعلوماتية الصحية
- الجمعية السعودية العلمية للإنترنت
- الجمعية العلمية السعودية للجراحة العامة
- جمعية سعودي ريكي ( العلاج بالطاقة )
- الجمعية العلمية السعودية لعلوم العقيدة والأديان والفرق والمذاهب
- الجمعية السعودية الخيرية لمرض الزهايمر
- الجمعية السعودية للتسويق
- الجمعية السعودية للتعليم الطبي
- الجمعية السعودية الخيرية لمرضى الإيدز
- الجمعية السعودية للجودة
- الجمعية السعودية للدراسات الطبية الفقهية
- جمعية الكشافة العربية السعودية
- الجمعية السعودية للدراسات الدعوية
- إيثار - الجمعية الخيرية السعودية لتنشيط التبرع بالأعضاء بالمنطقة الشرقية
- الجمعية السعودية للهندسة الصناعية وهندسة النظم
- الجمعية السعودية للتغذية العلاجية
- الجمعية العلمية السعودية للغة العربية
- الجمعية السعودية للطب الشرعي
- الجمعية السعودية لطب العناية الحرجة
- الجمعية السعودية للخط العربي
- الجمعية السعودية للسكتة الدماغية
- الجمعية السعودية لأمراض النساء والولادة
- الجمعية السعودية لعلم الاجتماع والخدمة الاجتماعية
- الهيئة السعودية للمراجعين والمحاسبين
- الهيئة السعودية للمهندسين
- معهد المحاسبين الإداريين في الشرق الأوسط
- الجمعية السعودية لاقتصاديات الطاقة
- الجمعية السعودية لصناعات الطاقة الشمسية
- جمعية الشرق الأوسط لصناعات الطاقة الشمسية
- الجمعية السعودية للجلطات والانسداد الوريدي
- الجمعية السعودية لتقويم الأسنان
- الجمعية السعودية لطب الطوارئ
- الجمعية السعودية لطب حديثي الولادة
- الجمعية السعودية للبصريات و علوم الرؤية
- الجمعية السعودية لرعاية ضغط الدم
- الجمعية السعودية للطب الوراثي
- الجمعية السعودية لأمراض الجهاز الهضمي والكبد والتغذية لدى الأطفال
- الجمعية السعودية للوبائيات
- الجمعية السعودية لصحة اليافعين
- الجمعية السعودية للرعاية الصحية المبنية على البراهين
- الجمعية السعودية لجراحة الفم و الوجه والفكين
- الجمعية السعودية للفيزياء الطبية
- جمعية السكري السعودية الخيرية
- الجمعية السعودية لطب و خدمات نقل الدم
- الجمعية السعودية لأمراض الروماتيزم
- الجمعية السعودية لتقنية الأشعة الطبية
- الجمعية السعودية للغدد الصم والاستقلاب
- الجمعية السعودية للإدارة الصحية
- الجمعية السعودية لطب وجراحة السمنة
- الجمعية العلمية السعودية للسنة وعلومها
- الجمعية العلمية السعودية للأشعة
- الجمعية العلمية السعودية للطب الباطني
- الجمعية العلمية السعودية لعلوم البحار
- الجمعية العلمية السعودية للتمريض
- الجمعية العلمية السعودية للقرآن الكريم وعلومه
- جمعية دسكا
- الجمعية السعودية للمراجعين الداخليين
- جمعية الإعاقة الحركية
- الجمعية الفقهية السعودية
- الجمعية السعودية للعلوم الرياضية
- الجمعية العلمية القضائية السعودية ( قضاء )
- جمعية المخترعين السعوديين
- الجمعية السعودية للمجاهر
- الجمعية السعودية لطب الألم
- جمعية حماية المستهلك
- الجمعية السعودية للخدمات الطبية الإسعافية
- الجمعية السعودية لعلاج جذور وأعصاب الأسنان
- جمعية الأطفال المعوقين
- الاتحاد الرياضي للجامعات السعودية
- جمعية المرشدين السياحيين
- الجمعية السعودية للتعدين
- الجمعية العلمية السعودية لرعاية الطفل
- الجمعية العلمية للمصرفية الاسلامية
- الجمعية العلمية السعودية للقياس والتقويم
- الجمعية السعودية للمحافظة على التراث
- الجمعية السعودية للكيمياء السريرية
- الجمعية العلمية السعودية للموهبة والإبداع
- الجمعية العلمية السعودية للتقنية الحيوية
- الجمعية العلمية السعودية للمياه
- الجمعية العلمية السعودية للحسبة
- الجمعية العلمية السعودية للأدب العربي
- الجمعية السعودية للسلامة المرورية
- الجمعية السعودية للعلوم المالية والبنكية
- الجمعية العلمية السعودية للدراسات الفكرية المعاصرة
- الجمعية العلمية السعودية للثقافة الإسلامية
- الجمعية العلمية للاستثمار والتمويل
- الجمعية العلمية للطب النفسي
- الجمعية العلمية السعودية للصحة العامة
- الجمعية العلمية السعودية لزراعة الأعضاء
- الجمعية العلمية السعودية لزراعة الخلايا الجذعية
- الجمعية العلمية السعودية للإصابات والحوادث[1] [2]
- [./Https://www.sea.org.sa جمعية الاقتصاد السعودية]
- الجمعية التاريخية السعودية
- الجمعية الجغرافية السعودية
- الجمعية السعودية لجراحة العظام
- الجمعية السعودية لعلوم العمران
- الجمعية السعودية للإدارة
- الجمعية السعودية للإعلام والإتصال
- الجمعية السعودية للتنمية المهنية في التعليم
- الجمعية السعودية للدراسات الأثرية
- الجمعية السعودية للعلوم الرياضية
- جمعية ريادة الأعمال
- الجمعية السعودية لطب العيون
- جمعية الفلسفة